# Alfred Stern (Manager)
Alfred Stern (* 31. Jänner 1965 in der Steiermark) ist ein österreichischer Manager. Seit dem 1. September 2021 ist er Vorstandsvorsitzender der OMV.

## Werdegang
Alfred Stern wurde 1965 in der Steiermark geboren. Er absolvierte bis 1990 ein Diplomstudium in Kunststofftechnik an der Montanuniversität Leoben. 1995 schloss er dort sein Doktorat in Montanwissenschaften mit einer Dissertation über die bruchmechanische Charakterisierung des Langzeitverhaltens von Polymeren unter statischer Belastung ab.
Von 1996 bis 2008 arbeitete er für E. I. du Pont de Nemours and Company in unterschiedlichen Führungspositionen, unter anderem in den Vereinigten Staaten, in der Schweiz und in Deutschland. Von 2008 bis 2012 war er Senior Vice President für Innovation und Technologie beim Chemie- und Kunststoffkonzern Borealis. Von 2012 bis 2018 war er Vorstandsmitglied für den Bereich Polyolefine und Innovation und Technologie in ebendiesem Unternehmen, zum 2. Juli 2018 wurde er zum Vorstandsvorsitzenden berufen. Im April 2021 übernahm Stern als Executive Officer die Leitung des neu geschaffenen Bereichs Chemicals & Materials in der OMV. Mit 1. September 2021 folgte er Rainer Seele als Vorstandsvorsitzender der OMV nach. Im Juni 2023 wurde er vom Aufsichtsrat für zwei weitere Jahre bis zum 31. August 2026 wiederbestellt. Im Mai 2025 gab Aufsichtsratsvorsitzender Lutz Feldmann bekannt, dass Stern seine Funktion nicht über die bis 2026 laufende Periode hinaus verlängern werde.

## Privates
Stern ist verheiratet und Vater zweier Kinder. Er lebt in Bisamberg.